# Нехир Ердоган
Нехѝр Ердоа̀н (на турски: Nehir Erdoğan, фамилията се изговаря по-близо до Ердоа̀н) е турска филмова актриса. Родена е на 16 юни 1980 г. в Измир. Основното и средното си образование завършва там, а след това завършва Университета „Мармара“ – Факултет по икономика и административни науки в бизнес администрация. Започва актьорската си кариера на 22-годишна възраст, като се снима в сериала „Koçum Benim“ през 2002 г. Живее за кратко в Америка, но се завръща в Турция за снимките на сериала „Брак с чужденец“, който се излъчва и в България.

## Филмография

### Филми
- Okul (2004 г.)
- Hababam Sınıfı Merhaba (2004 г.)
- Meleğin Sırları (2008 г.)

### Сериали
- Koçum Benim (2002 г.)
- Estağfurullah Yokuşu (2003 г.)
- Брак с чужденец (2004 - 2007 г.)
- Tatlı Bela Fadime (2007 г.)
- Ay Işığı Avukatlar (2008 г.)
- Aşk bir Hayal (2009 г.)
- Край или начало (2012 г.)
- Божествено (2017 г.)
- Моето име е Мелек (2019 - 2021 г.)
- Обещавам ти (2021 г.)
- Опасно изкушение (2022-2023 г.)